# Rohrbach (Grub am Forst)
Rohrbach ist ein Gemeindeteil der oberfränkischen Gemeinde Grub am Forst im Landkreis Coburg in Bayern.

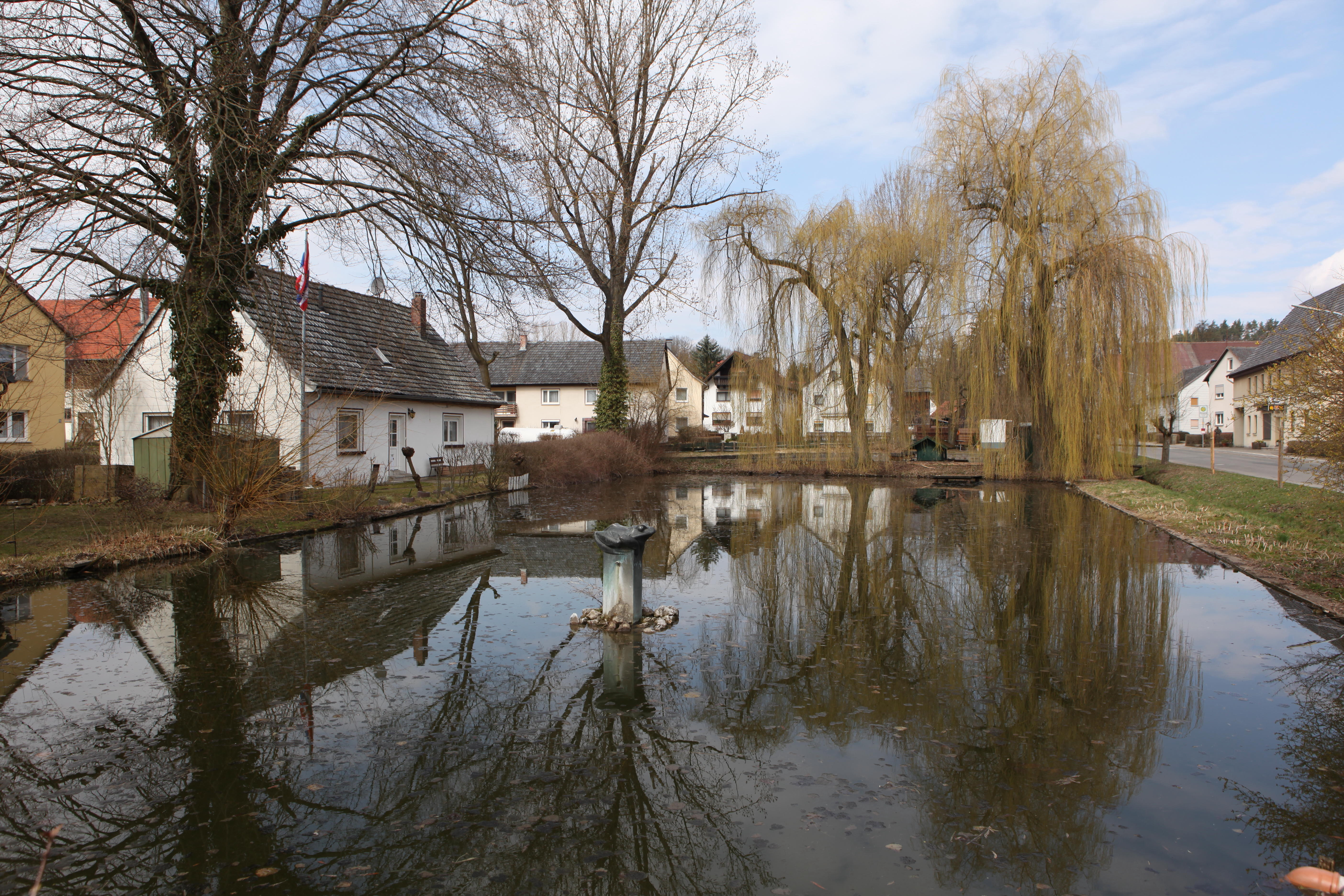
Dorfteich mit Froschbrunnen

Das Dorf hat 260 Einwohner. Der Ort liegt nördlich von Grub am Forst und Ebersdorf bei Coburg zwischen einer Erhebung im Norden, dem Lahmwald, und den Ausläufern des Lichtenfelser und des Bucher Forstes im Süden.
Seinen Namen erhielt das Dorf von dem kleinen Bächlein, das nördlich des „Schrötla“, eines Laubwäldchens am einstigen Fußweg nach Lützelbuch, entspringt und durch Rohrbach fließt. Der Bach wurde schon in einer alten Grenzbeschreibung des Lichtenfelser Forstes aus dem 9. Jahrhundert erwähnt.

## Geschichte
Den Namen des Dorfes verzeichnet erstmals ein Neustadter Erbbuch aus dem Jahre 1317, das auch die erste Urkunde über Rohrbach enthält. Bei der Jahreszahl 1329 ist vermerkt: „Die Gebrüder Füllbacher übergeben dem Kloster Sonnefeld vier Güter zu Kleingarnstadt, drei Hofstätten in Oberfüllbach, wie auch all' ihre Güter zu Rohrbach und Tenneich“. Das Dorf Tenneich lag zwischen Oberfüllbach und Kleingarnstadt und wurde wahrscheinlich im 15. Jahrhundert verwüstet. An Tenneich erinnern noch die Flurnamen Tännig oder Dähnig. In den Großgarnstadter Schulakten befindet sich auch die Bezeichnung „Dähnigbrünnlein“ für eine der Füllbachquellen.
Im Jahre 1349 erhielt das Kloster Sonnefeld von Gräfin Jutta von Henneberg die Vogtteiligkeit über das Dorf Rohrbach. Im Jahre 1366 vergrößerte Sonnefeld seinen Rohrbacher Besitz um ein weiteres Gut, das es dem Rüdiger von Rohrbach abkaufte. Aus jener Zeit fehlt ein Erbbuch, so dass das weitere Schicksal dieser Güter unklar ist.
Das älteste Sonnefelder Erbbuch stammt aus dem Jahre 1514. Es sind sieben Anwesen angegeben, die dem Kloster Sonnefeld zehntpflichtig waren. In der Rohrbacher Flur war nur der sogenannte Baumacker zehntfrei. 
Dieses Erbbuch enthält auch Angaben über die Höhe der Abgaben. So heißt es beispielsweise:
„Georg Knoch gibt von den vier Erbgütern, welche vorher Claus Geußen gewest sind: 5 Libra Landes-währung, 16 Käs, ein Schock und zehn Eier, vier Fastnachtshühner“.
Für das gleiche Gut mussten im Jahre 1646 ein Gulden und ein Pfennig bezahlt werden. Der Wert des Gutes betrug in jener Zeit 50 Gulden.
Nach der Säkularisation des Klosters Sonnefeld im Jahre 1525 kam Rohrbach mit anderen Besitzungen zu Kursachsen. Später fiel es an die Pflege Coburg und nach dem Tode Herzog Albrechts im Jahre 1705 an Sachsen-Hildburghausen.
Schwer hatte das Dorf unter den umherziehenden Soldatenhaufen des Dreißigjährigen Krieges zu leiden. Vor allem Soldaten Wallensteins plünderten und brandschatzten die Ortschaft während der Belagerung der Veste Coburg. Als die in den Lahmwald geflohenen Einwohner zurückkamen, fanden sie nur noch Ruinen und leere Ställe vor. Auch die Pest wütete in der Gemeinde. 1656 waren die Bewohner einer neuen Gefahr und Plage durch Wölfe und Bären ausgesetzt. Im kalten Winter dieses Jahres wurden mehrere dieser Tiere erschlagen.
Mit der Rückführung des Amtes Sonnefeld im Jahre 1826 kam auch Rohrbach nach Coburg zurück.
Das Dorf war gegen Ende des 18. Jahrhunderts nicht halb so groß wie heute. Im Jahre 1719 hatte es 19 Wohnhäuser, die auch 1753 angeführt wurden. 1793 waren es schon 22 Feuerstätten. Faber beschrieb 1793 Rohrbach als „ein Dorf mit 90 Seelen, auch hinlänglicher Viehzucht und Anspann, einem Amtsschultheißen, pfarret nach Großgarnstadt (seit 1840 nach Seidmannsdorf), frohnt nach Coburg, hat aber keine Forst- noch andere Holzgerechtigkeit“.
Die Fron wurde von den Frohnvierteln Wasungen und Frohnlach im Jahre 1804 für 16.000 Gulden abgelöst. Rohrbach musste dazu 2.005 Gulden beitragen.
Nach dem Rohrbacher Urbarium von 1820 bestand das Dorf aus 26 Häusern. Dies waren die Anwesen Nr. 1 bis Nr. 26. Darunter befanden sich 12 Güter, 7 Sölden und 7 Tropfhäuser. Die letzteren waren ohne Grundbesitz.
Im Jahre 1820 hatte Rohrbach nur noch 50 Sümmern Hundshaber nach Coburg zu liefern. Für das Einsammeln erhielt der Schultheiß eine kleine Vergütung. Der Getreidezehnt stand dem Amt Sonnefeld zu. Dieses bezog auch den Blutzehnt. Diese Zehntpflicht bestand bis zum 31. Dezember 1851 und wurde durch die Kapitalsteuer abgelöst.
Sehr spät bekam Rohrbach die Schankgerechtigkeit. In früheren Zeiten mussten die Rohrbacher zum Biertrinken in das nächste Dorf. Im Jahre 1780 konnten die Rohrbacher zum ersten Mal ihr Dorfwirtshaus besuchen. Im Haus Nr. 4 (Olympiastraße 12) ist diese Gastwirtschaft untergebracht, die seit Generationen der Familie Schreiner gehört. Rohrbach besaß allerdings weder die Brau- noch die Brenngerechtigkeit. Viele tranken vor der Wirtshauseröffnung ihren selbstgebauten Wein. Die Bauern hatten ihre Weinberge am Ziegenrangen, dem Abhang, der sich von der Seidmannsdorfer Straße nach dem Dorf hinzieht.
Vor allem in den Jahren nach dem Zweiten Weltkrieg erfuhr der Ort eine bedeutende räumliche Ausdehnung. Zahlreiche Wohnhausneubauten gesellten sich zu den Bauernhöfen und Häusern der Arbeiter. Reibungslos vollzog sich die Eingliederung der Heimatvertriebenen.
Am 1. April 1971 wurde Rohrbach nach Grub am Forst eingemeindet.

## Dahliendorf Rohrbach
Seit 1968 profiliert sich Rohrbach als „Dahliendorf“. Im Jahr 1969 erreichte Rohrbach den zweiten Platz im Wettbewerb Das schönere Dorf. Im Jahr 1972 wurde beim Wettbewerb Blumenschmuck zu den Olympischen Spielen der erste Preis errungen.
Im Jahr 1979/80 erreichte Rohrbach im Wettbewerb Das schönere Dorf – Die schönere Stadt den Titel. Der Siegerpreis, der Froschbrunnen, ist Wahrzeichen des Ortes.